# A Son of David
A Son of David è un film muto del 1920 diretto da E. Hay Plumb. Il regista, più conosciuto con il nome di Hay Plumb, firmò qui la sua ultima regia.

## Trama
Un rabbino adotta un orfano. Cresciuto, il ragazzo inizierà a combattere sul ring dove incontrerà l'uomo che lui crede essere l'assassino di suo padre.

## Produzione
Il film fu prodotto dalla Broadwest.

### Cast
Ronald Colman: è una delle prime apparizioni cinematografiche di Colman, all'epoca attore prettamente teatrale, che aveva iniziato a lavorare per il cinema nel 1917 in piccoli ruoli di contorno. Questo fu il suo primo ruolo da protagonista.

## Distribuzione
Distribuito dalla Walturdaw, il film - in cinque rulli - uscì nelle sale cinematografiche britanniche nel febbraio 1920. Il 5 maggio, venne distribuito anche negli Stati Uniti.